# 陆南泉
陆南泉（1933年11月—），男，江苏江阴人，中国俄罗斯史、苏联史学家。

## 生平
1933年出生于江苏江阴徐霞客镇，1960年毕业于莫斯科财政学院（现俄罗斯联邦政府财政金融大学），获经济学博士学位。1960年12月回国后担任中国社会科学院俄罗斯东欧中亚研究所研究员，中国社会科学院荣誉学部委员。